# Organismi economici (Curia romana)
Gli organismi economici sono delle particolari unità curiali istituite ufficialmente con la costituzione apostolica Praedicate evangelium, promulgata il 19 marzo 2022.

## Elenco degli Organismi economici
Gli organismi economici sono:
- Segreteria per l'economia
- Consiglio per l'economia
- Amministrazione del patrimonio della Sede Apostolica
- Ufficio del revisore generale
- Commissione di materie riservate
- Comitato per gli investimenti